# Berghausen (Langenfeld)
Berghausen ist ein im Nordwesten gelegener Stadtteil der Stadt Langenfeld (Rheinland).

## Geografie

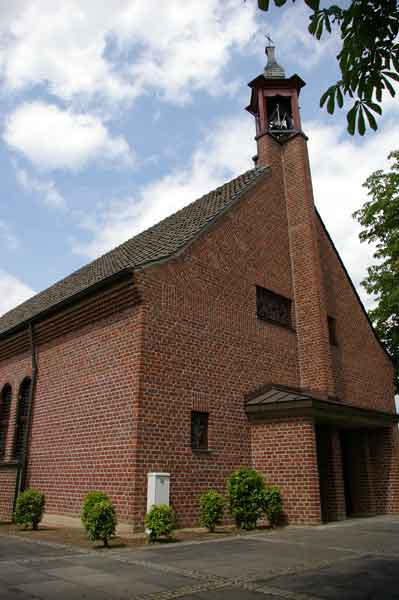
Die Kirche im Dorf: Sankt Paulus in Berghausen

Berghausen grenzt westlich an Immigrath und nördlich an Langenfeld-Mitte an. Im Osten liegt Richrath und im Westen Monheim. Seine nördliche Grenze verläuft zu Düsseldorf-Hellerhof und Düsseldorf-Garath.
Berghausen ist nach Wiescheid der zweitkleinste Stadtteil, doch mit nur 8,90 Metern Höhenunterschied zwischen höchstem und niedrigstem Punkt trotz des Namens nicht annähernd so bergig. Berghausen ist wie weite Teile Immigraths, Mittes und Reusraths flach und durch Landwirtschaft geprägt. An Gewässern zu nennen sind insbesondere der Galkhauser Bach, der sein Wasser dem Baumberg/Urdenbacher-Altrheinarm zuführt. Des Weiteren finden sich im westlichen Zipfel zu Baumberg hin, ausgedehnte, durch Auskiesung entstandene Grundwasserseen, die heute verschiedenen Freizeitaktivitäten dienen.
Zur Gemarkung Berghausen gehören des Weiteren die Ortschaften Wolfhagen, Fuhrkamp, Stefenshofen und Langfort.

## Geschichte

### Vor- und Frühgeschichte
Die Vor- und Frühgeschichte des gesamten Siedlungsraumes wurde bislang wenig erforscht. Eine Ausnahme bildet der Rosendahlsberg in Reusrath, der Funde seit der Altsteinzeit bis in das Jahr 360 zu bieten hat. Dennoch kann Berghausen selbst neuerdings mit einem bedeutenden archäologischen Fund aufwarten. Er wurde im Januar 2016 auf der Baustelle westlich der Düsseldorfer Straße an der Einmündung An der Landstraße gemacht. Urnenteile und Scherben, dazu Knochenbrand deckten ein bis dahin unbekanntes Gräberfeld auf, dessen Alter auf 2500 Jahre geschätzt wird. Die dazugehörende Siedlung vermuten Forscher in der unmittelbaren Nachbarschaft. Das lässt darauf schließen, dass Berghausen womöglich ähnlich lange besiedelt war wie Reusraths Süden, da die beiden heutigen Stadtteile Langenfelds auf der gleichen Nieder- und Mittelterrasse rechts des Rheins liegen. Sie sind zudem seit wenigstens gut tausend Jahren durch die heutige B 8 direkt miteinander verbunden, sodass es nicht allein kontinuierlich Besuche Durchreisender seit Bronzezeit, Eisenzeit (Hallstatt- und La-Tène-Zeit) gegeben haben wird. Für den Langenfelder Süden jedenfalls ist eine durchgehende Besiedlung dank archäologischer Nachweise für den vorgenannten Zeitraum seit den 1950er Jahren unstreitig.
Uneins ist man sich dann hinsichtlich der weiteren Entwicklung: Manche Historiker gehen von einem Wegzug hier lebender keltischer Stämme zu Beginn des ersten Jahrhunderts aus und wollen eine Neubesiedlung für das zweite Jahrhundert nach Christus annehmen. Andere sehen das Ende der Besiedlung erst ab dem dritten und vierten Jahrhundert, weil sich ab diesem Zeitpunkt für einige hundert Jahre keine Bodenfunde mehr nachweisen lassen (jedenfalls solche, die einer Siedlung zuordenbar wären). Aus römischen Aufzeichnungen allerdings weiß man, dass die Römer aus ihren Kastellen heraus Expeditionen in das rechtsrheinische, germanische Siedlungsgebiet unternahmen. So wird für das Jahr 388 von einer solchen Aktion berichtet, die mit vergifteten Pfeilen vor fränkischen Waldverhauen zum Stillstand gebracht wurde. Am Rande notiert, hat dies zu der Vermutung Anlass gegeben, den Ort einer solchen Schlacht am Knochenberg in Immigrath zu vermuten, denn dort sind römische Urnengräber zutage gefördert worden. Des Weiteren ist für den Zeitraum zwischen 511 und 532 bekannt, dass der merowingische Prinz Theudebert I einen Einfall der Dänen in das Rechtsrheinische abzuwehren hatte. Unbekannt mangels Nachweisen dann allerdings, ob es damals auch dauerhaft hier am Ort lebende Merowinger gegeben hat. Die Wiederbesiedlung Richraths jedenfalls darf dank eines datierten Knochenfundes unter der heutigen Kirche St. Martin für das Jahr 796 angenommen werden.
Wie dem auch sei, kann (und soll hier) nach der derzeit herrschenden Lehrmeinung ein allmählicher Wegzug hier lebender Germanen – eventuell tatsächlich nach römischen Kriegszügen – mit sogar einer zeitweiligen Entvölkerung dieses Gebietes unterstellt werden. Allerdings widerspricht dieser Annahme der Geschichtsforschung wiederum die Namensforschung, die für Orte wie Beeren-broich, Bräu-haus, Bur-bach, Gar-küche, Glad-bach, Hucklen-bruch, Krüders-heide, Mehl-bruch, Meisen-tal (nähe Mautpfad, Immigrath), Merx, Reus-rath, Rich-rath, Schnepp-rath und Virne-burg in den jeweils ersten Bestandteilen Überbleibsel aus keltischer Zeit entdeckt haben will. Denn wenn diese Annahme zuträfe, würde dies die These erhärten, dass bereits im zweiten nachchristlichen Jahrhundert für ins römische Reichsgebiet ausgewanderte Kelten germanische Sugambrer nachgerückt wären. Diese hätten, so die weitere Vermutung, teils womöglich deren Ortsbezeichnungen übernommen und diese mit eigenen Umschreibungen neu kombiniert. Alle diese Überlegungen helfen jedoch wenig, ohne archäologischen Nachweis bleiben sie ebenso Spekulation, wie eine aufgrund aufgelesener Scherben vermutete merowingische Siedlung im 5. und 6. Jahrhundert in Richrath.

### Mittelalter und Neuzeit
Ob nun besiedelt oder nicht, erste urkundliche Nachweise finden sich für Berghausen für die Jahre 1218/1231, nämlich „Berchusen“ für Berghausen und das vielleicht keltische „Mergse“ für Merx. 1278 wird dann der „Stailshoff“ (Staelshof) genannt, 1279 „Lancwade“ (Languist, Langfort), 1299 der „hoff zo dem Eygen“ (Eigenhof, Berghausen), 1367 „Wolfhain“ (Wolfhagen) und 1449 „Soilpoil“ (Solpert). Berghausen gehörte im Mittelalter zum Kirchspiel Richrath, später dann zur Herrschaft Richrath. Einschneidend waren die Truppendurchzüge während des Dreißigjährigen Krieges, des Siebenjährigen Krieges sowie der Zug Napoleons mit 80.000 Soldaten durch das Dorf, nachdem bereits am 11. Oktober 1795 3.600 Franzosen über den Rhein bis Langfort vorgedrungen waren. Im Ersten Weltkrieg litt das Dorf unter der Abwesenheit junger Männer, von denen 27 auch nicht wiederkehrten. Der Zweite Weltkrieg war auch für Berghausen mit Einmarsch der Amerikaner am 15. April 1945 zu Ende.

### Zum NamenBerghausen
Wie bereits erwähnt, beträgt der Höhenunterschied zwischen niedrigstem und höchstem Punkt in Berghausen gerade einmal 8,90 Meter. Manchmal wird die Silbe Berg daher im Sinne der Zugehörigkeit zum Herzogtum Berg verstanden. Andere interpretieren Berg im Sinne von Geborgenheit. Wieder andere verknüpfen den Berg mit der kaum noch wahrnehmbaren, minimalen Geländeerhebung, auf der heute das aldi-Lager zu finden ist. Und zu guter Letzt wird mit Hinblick auf die Straße „Im Schneeloch“, anknüpfend an eine möglicherweise doch durchgängige Besiedlung seit der Keltenzeit, eine Verbindung zur Sagengestalt Berchta (Frau Holle) ins Spiel gebracht. Die vorhin zitierten Ortsnamen – möglicherweise keltischen Ursprungs – dürften hier Pate gestanden haben. Dennoch dürfte die Deutung eher scherzhaft zu verstehen sein. Letztendlich wird die Herkunft des Namens wohl nicht mehr zu klären sein. Die Vermutung zugunsten der Geländeformation stellt jedenfalls die derzeit herrschende Meinung dar.

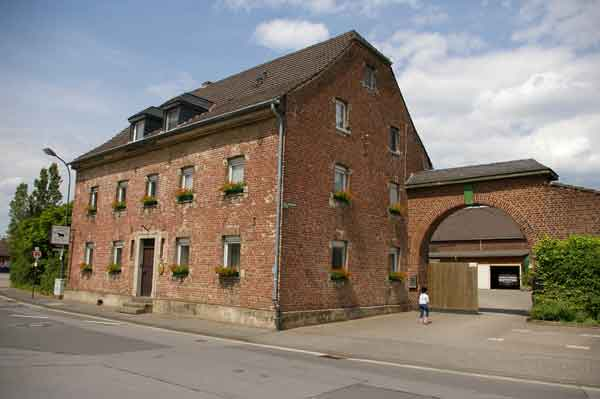
Baudenkmal Brandshof in Berghausen
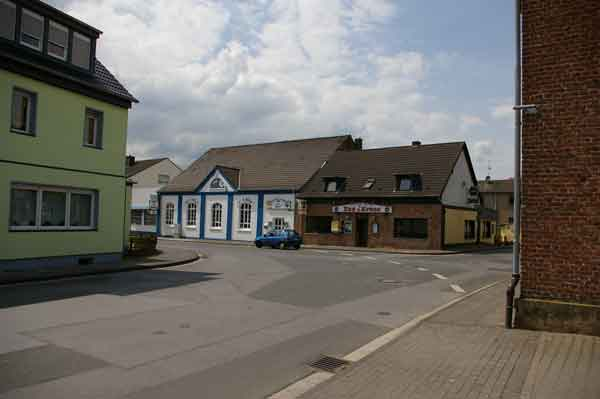
gegenüber: Gaststätte zur Krone und Billardcafé
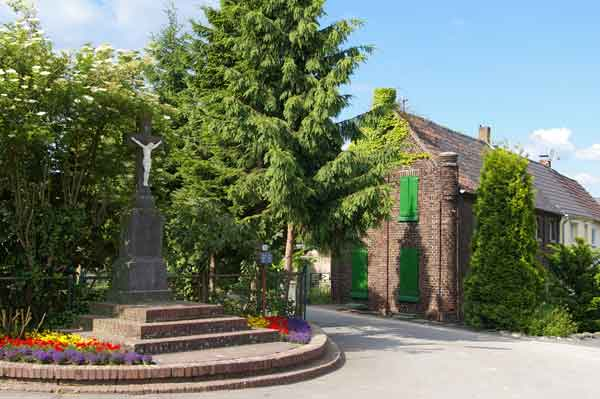
Malerischer Winkel: In den Höfen
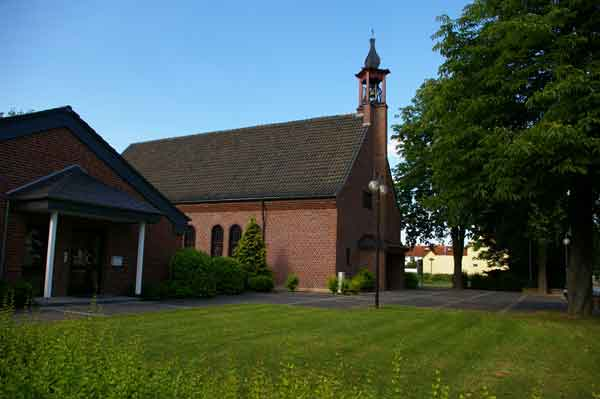
St. Paulus in Berghausen, eingeweiht 1926

### Schlaglicht: Gebäudegeschichte
Berghausen verfügt über einige stille Flecken, abseits der Durchfahrtsstraßen, in denen es seinen dörflichen Charakter behalten hat. Die Straße „In den Höfen“ mit dem Wegkreuz (errichtet 1930) sei hier nur beispielhaft genannt. Auch gibt es in Berghausen einige historische Gebäude, die hier kurz vorgestellt sein möchten:

#### Alte Posthalterei
Die erste Posthalterei in Langenfeld wurde in den Jahren 1774–1788 im Haus Langenfeld eingerichtet. Der erste Posthalter bot den Reisenden jedoch die Möglichkeit, eine Mahlzeit einzunehmen, was die Reisezeit der Postkutschen verlängerte. Nachdem sich die Posthalterei damit in den Augen des Hauses Thurn und Taxis zum Nachteil entwickelte, wurde sie zunächst nach Opladen zurückverlegt, gelangte dann jedoch am 11. Oktober 1793 bis zur Einstellung der Postlinien im Jahre 1905 endgültig an die Kreuzung der Via Publica, auch als Köln-Arnheimer Chaussee bekannt, mit der Provinzialstraße Elberfeld–Hitdorf. Letztere verband den Hitdorfer Rheinhafen mit dem Bergischen Land. Den Verlauf dieser Straße bilden die heutige „Hauptstraße“, die ehemalige B 229, sowie ab Rathaus die B 229, „Solinger Straße“, die noch immer im Range einer Bundesstraße steht. Das Haus Langenfeld jedoch, die heutige Alte Post, hieß einstmals Probsthof und befindet sich gegenüber dem Gasthaus Zum Weißenstein an der heutigen B 8, hier „Düsseldorfer Straße“ genannt. Nach Auffassung Fritz Hinrichs’ sei der Probsthof im Übrigen bereits um etwa 1250 vorhanden und einstmals wohl von Erdwall und Wassergraben umgeben gewesen. Die Einrichtung der Landes-Reit- und Fahrschule für die Ausbildung junger Kutscher/Innen sowie die Verlagerung des Postverteilzentrums von Düsseldorf nach Langenfeld-Fuhrkamp (zu Berghausen gehörend) erscheint vor diesem Hintergrund als logische Folge. Korrektur: Die letzte Postkutschenfahrt im Jahre 1905 mündete an der 3. Poststation Ecke Bahnhofstraße/Poststraße an dem heute verputzten Erkergebäude. Mutmaßlich wurde mit Inbetriebnahme des Monheimer Bahnhofs „Langenfeld“ von 1845 die 2. Posthalterei von 1793 zu Gunsten der dem Bahnhof näher gelegenen   Gebäudes (mit Erker) aufgegeben, da Reisende und Briefe mit dem Zug kamen. Im Jahre 1905 wurde dann nach Jahren noch eine „letzte Postkutschenfahrt“ bis zu diesem Punkt unternommen. Das am Bahnhof Langenfeld gelegene „Hotel zur Post“ deutet auch auf diese Lage hin.

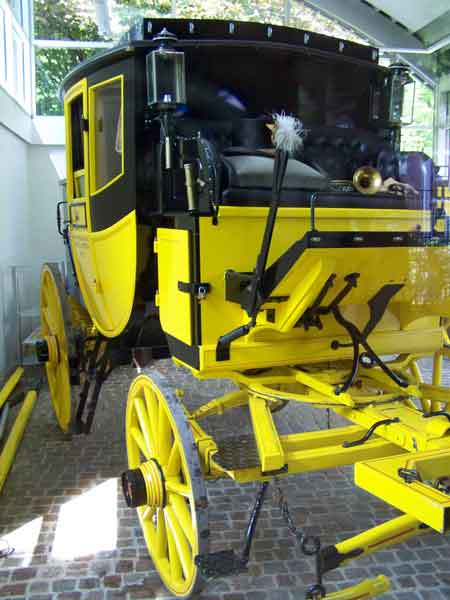
Postkutsche in Remise am Stadtmuseum
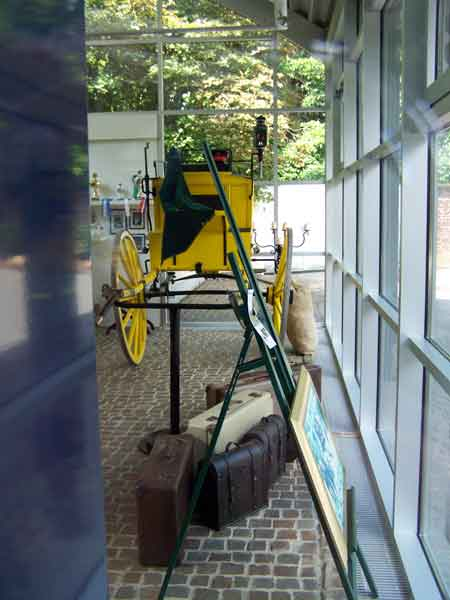
Packwagen, Remise Stadtmuseum L'feld
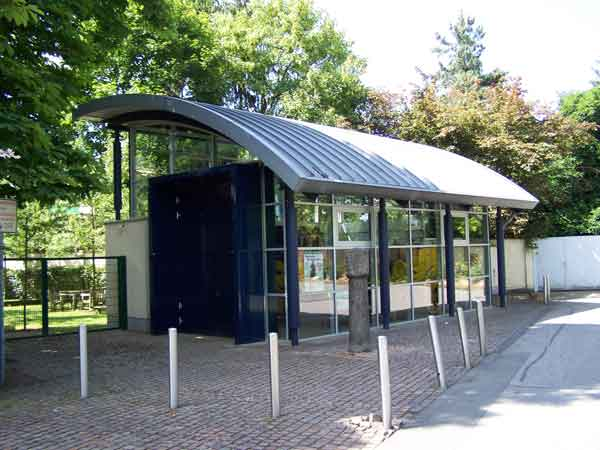
Remise für Postkutschen am Stadtmuseum L'feld
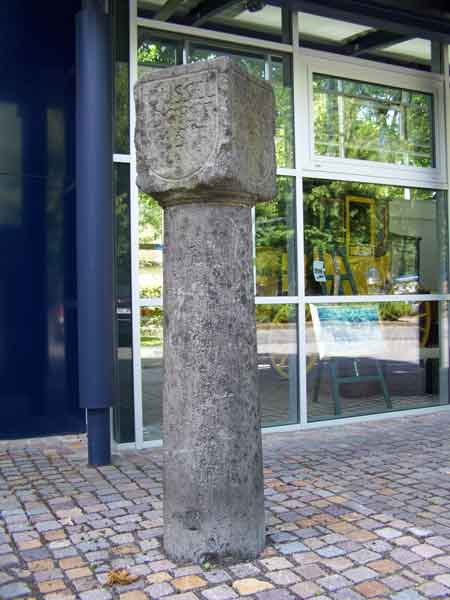
Wegestundenstein am Stadtmuseum Langenfeld

Mit in die Zeit der Postkutschen gehört die Geschichte vom berüchtigten Räuber Mathias Weber, der nur zwei Tage vor der Hinrichtung des Schinderhannes am 19. Februar 1803 in Köln ob seiner Taten exekutiert wurde. Der Fetzer, wie man ihn nannte, überfiel am 28. Oktober 1799 mit mehreren Kumpanen das Probsthaus, die alte Posthalterei, schoss die Lampe aus, fesselte und knebelte die beiden Postillone. Anschließend brach man den mit Geld beladenen Packwagen (siehe Bild oben) auf und plünderte dessen Inhalt. Im Verlaufe der Aktion trat dann der Gastwirt wegen des Lärms selbst in die Wirtsstube, es fielen erneut Schüsse, doch wurde der Wirt lediglich durch stumpfe Gewalt am Kopfe verletzt und seiner Wertsachen beraubt. Insgesamt konnten die Räuber eine Summe von 50.000 Livre, etwa 13.471 Reichstaler, nach heutigem Verständnis etwa 1 Million EUR, erbeuten. Bekannt wurde von der Flucht, dass die Räuber vor der wohl abenteuerlichen Überfahrt in einem kleinen Nachen über den Rhein erst einmal ihre Beute aufteilten.

#### Gut Langfort
Gut Langfort geht möglicherweise auf eine ehemalige Turmhügelburg, in der Burgenforschung auch Motte genannt, zurück. Inhaber solcher Burgen war der ansässige Adel, der diese Befestigungen zum Schutz von Hab und Gut vor Angriffen errichten ließ. Langfort hat im Mittelalter Langwit oder Langwaden geheißen, was auf gebundene lange Flechtreisigbündel zurückgeführt werden kann, wie sie im sumpfigen Gelände zur Gründung ausgebracht worden sind, um darauf mit Erde und Holz Bauwerke zu errichten. Zudem weisen die Namensbestandteile -waden, auch -widen, was althochdeutsch binden bedeutet, auf witu auf Holz, Wald und Binde hin, was ebenfalls in Richtung auf Flechtreisigbündel verstanden werden kann. Tatsächlich wurden im Jahre 1968 in unmittelbarer Nähe zum Gut Langfort, etwa zwischen AWO-Altenwohnheim und Schwimmbad, bei Hausbauarbeiten solche Flechtreisigbündel entdeckt, allerdings nicht weiter untersucht.
Heute ist die Vermutung einer mittelalterlichen Turmhügelburg in rund 500 Meter Entfernung am Galkhauser Bach als Vorgängerin des 1279 erstmals schriftlich erwähnten Rittersitzes herrschende Meinung. Das Anwesen befand sich bis 1804 in adeligem Besitz, zuletzt des Hauses von Velbrück. 1870 erwarb die Freifrau von Eppinghoven für ihre Söhne Georg und Arthur, außereheliche Nachkommen mit dem belgischen König Leopold I., das Gut. Die landwirtschaftliche Nutzung des Gebäudes datiert in das Jahr 1913. Das Gut wurde zudem 1922/23 durch Bau des Gutshofes Langfort mit Aufbau des Uhrturms (mit Big-Ben-Glockenspiel) erweitert. Nachdem es ab 1936 als Versuchsgut zur Saat- und Samenzucht Verwendung gefunden hatte, ging es 1961 in den Besitz der Stadt Düsseldorf und 1981 in den Besitz der Stadt Langenfeld über. In den 1970er Jahren schließlich begann die reitsportliche Nutzung, im August 2001 wurde die Landes-Reit- und Fahrschule Rheinland eingerichtet. Das Gut ist seit 2004 vom Umweltschutz- und Verschönerungsverein als Denkmalwerter Bau ausgezeichnet.

#### St. Paulus-Kirche
Um 1880 kam erstmals der Wunsch nach einem eigenen Gotteshaus in Berghausen auf. Doch erst am 19. Dezember 1926 konnte die feierliche Einweihung von St. Paulus begangen werden.

#### Der Brandshof
Das Haupthaus des Brandshofs wurde im Jahre 1823 als zweigeschossiges Wohnhaus mit Werksteingewänden errichtet und mit einem Krüppelwalmdach versehen. Er stellt ein Zeugnis des Hausbaus dar, wie es im 19. Jahrhundert im Bereich des Bergischen Landes üblich war. Der Hof war um die Wende zum 20. Jahrhundert Sitz der Freiherrlich-von-Eppinghofschen Nachlassverwaltung. Nach wechselnden Besitzern ist der Hof nunmehr seit rund vierzig Jahren unter gleicher Leitung. Vor dem Hof und in Richtung auf das Kriegerdenkmal (früher Standort des Gasthofs Zur Linde) findet seit einigen Jahren am zweiten Septemberwochenende das Schürreskarren-Rennen der Kirmesjonge Berghausen 1929 e. V. statt. Hier, gegenüber dem Gasthof Zur Krone, befindet sich der Startpunkt. Die Teilnehmer der Rennen in den verschiedenen Kategorien (Kettcar, Junioren und Senioren – Schürreskarren) nehmen hier ihre Aufstellung.

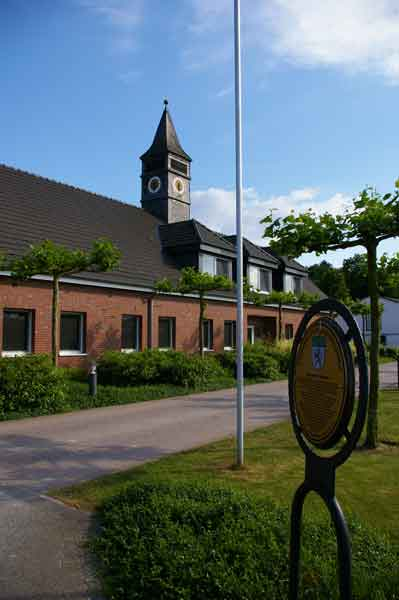
Gut Langfort in Berghausen
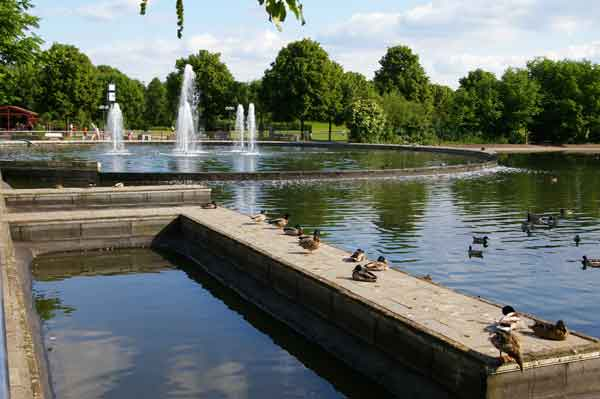
Freizeitpark Langfort
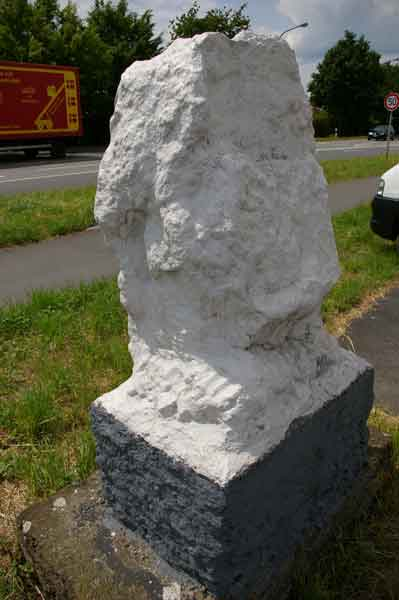
Der Weißenstein in Berghausen
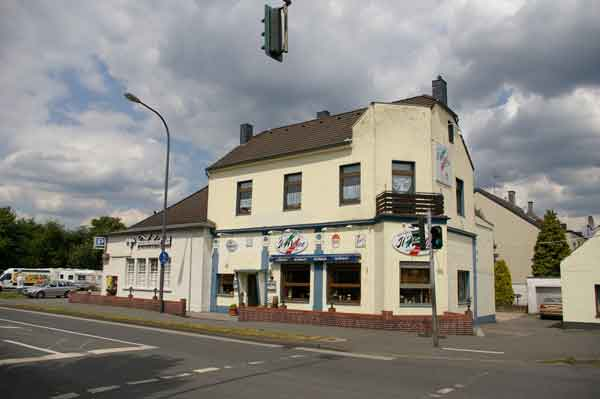
Gaststätte Zum Weißenstein

#### Wasserturm Berghausen
Der Wasserturm Berghausen an der Straße Am Schiefers Grund ist ausweislich eines Denkmalschutz-Gutachtens ein aus künstlerischer, wissenschaftlicher sowie städtebaulicher Sicht erhaltenswertes Gebäude. Es wurde deshalb im Mai 2005 unter Denkmalschutz gestellt.

### Die Sage vom Weißenstein
Das Gebäude der heutigen Gaststätte Am Weißenstein wurde im Jahre 1906 anstelle eines Vorgängerbaus errichtet, von dem keine Bilder mehr existieren. Es wird jedoch vermutet, dass sich an dieser Stelle einst die Zollstätte befand, die nach dem Dreißigjährigen Krieg von Richrath (Zollhaus) aus hierher verlegt wurde. Das Gebäude der Gaststätte befindet sich etwas südlich versetzt an der B 8 gegenüber dem ehemaligen Probsthofs, der Alten Posthalterei. Unmittelbar nördlich an der B 8 neben dem Gasthaus steht der Weißenstein. Hier fanden ab 1927 die ersten Rennen der Kirmesjonge um das Blaue Band noch als „Sandbahnrennen“ statt. Danach ging es für Jahre in der Treibstraße vor St. Paulus weiter. Schließlich wechselte der Veranstaltungsort in die Baumberger Straße.
Um den Weißenstein selbst rankt sich die Legende, dass dort eines Tages der Vormarsch eines Heeres aus dem Osten gestoppt werden soll. Licht in diese nebulöse Prophezeiung bringt unter Umständen eine weitere Überlieferung aus Rheinmühlheim (Köln-Mülheim): Dort gehe die Sage im Volke, dass wohl die Türken bis auf die Rheinebene, der Stadt gegenüber, gelangen würden. Dort werde die Entscheidungsschlacht ausgefochten, in welcher der deutsche Kaiser auf einem Schimmel reitend, den türkischen Sultan erschlagen und sein Heer in den Rhein treiben soll. Eine Pferdebestattung vom „Götscher Weg“, entdeckt bei Kanalbauarbeiten in den 1960er Jahren, sowie türkische Säbel, aufbewahrt auf Schloss Burg, haben Anlass zu der Vermutung gegeben, hier könne tatsächlich eine wahre Geschichte Eingang in die Sagenwelt gehalten haben. Nach Auskunft türkischer Mitbürger stände nämlich in türkischen Geschichtsbüchern vom Tod des Anführers eines Vorauskommandos irgendwo im Rheinland. Eine Anfrage über das türkische Konsulat hierzu verlief aber leider fruchtlos.

## Schule
Im Jahre 1870 wurde in Berghausen die katholische Grundschule Treibstraße, die seit 1994 auch Paulusschule genannt wird, eingerichtet. Sie musste bereits mehrfach wegen Bevölkerungszuwachses erweitert werden. So wurden etwa 1987 zwei neue Klassenräume an der Treibstraße eingeweiht. Die Turnhalle der Schule, die nach einem um den Sport verdienten Berghausener Walter-Reiffers-Halle geheißen wird, wurde im Jahre 1975 ihrer Bestimmung übergeben.

## Bevölkerung
Die Einwohnerzahl in Berghausen betrug jeweils zum Stichtag 31. Dezember:
- 2005 – 5649
- 2006 – 5728
- 2007 – 5772

## Vereinsleben
- MGV Philomele Berghausen, ein 1880 gegründeter Männerchor
- Kirchenchor St. Cäcilia
- Kimesjonge Berhausen 1929 e. V.
- SSV Berghausen 1968 e. V.

## Wirtschaft und Verkehr
Die nächste Anschlussstelle ist „Langenfeld-Richrath“ auf der A 59.

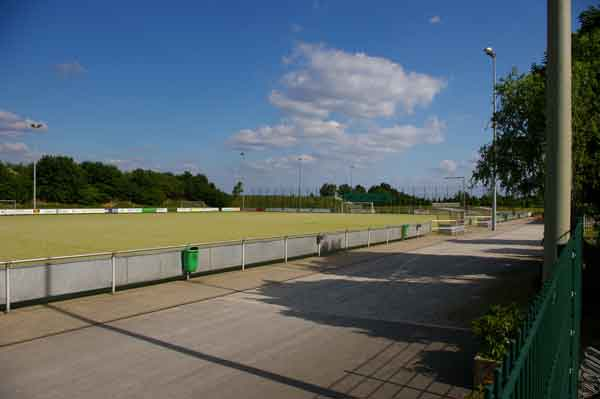
Platz des SSV Berghausen
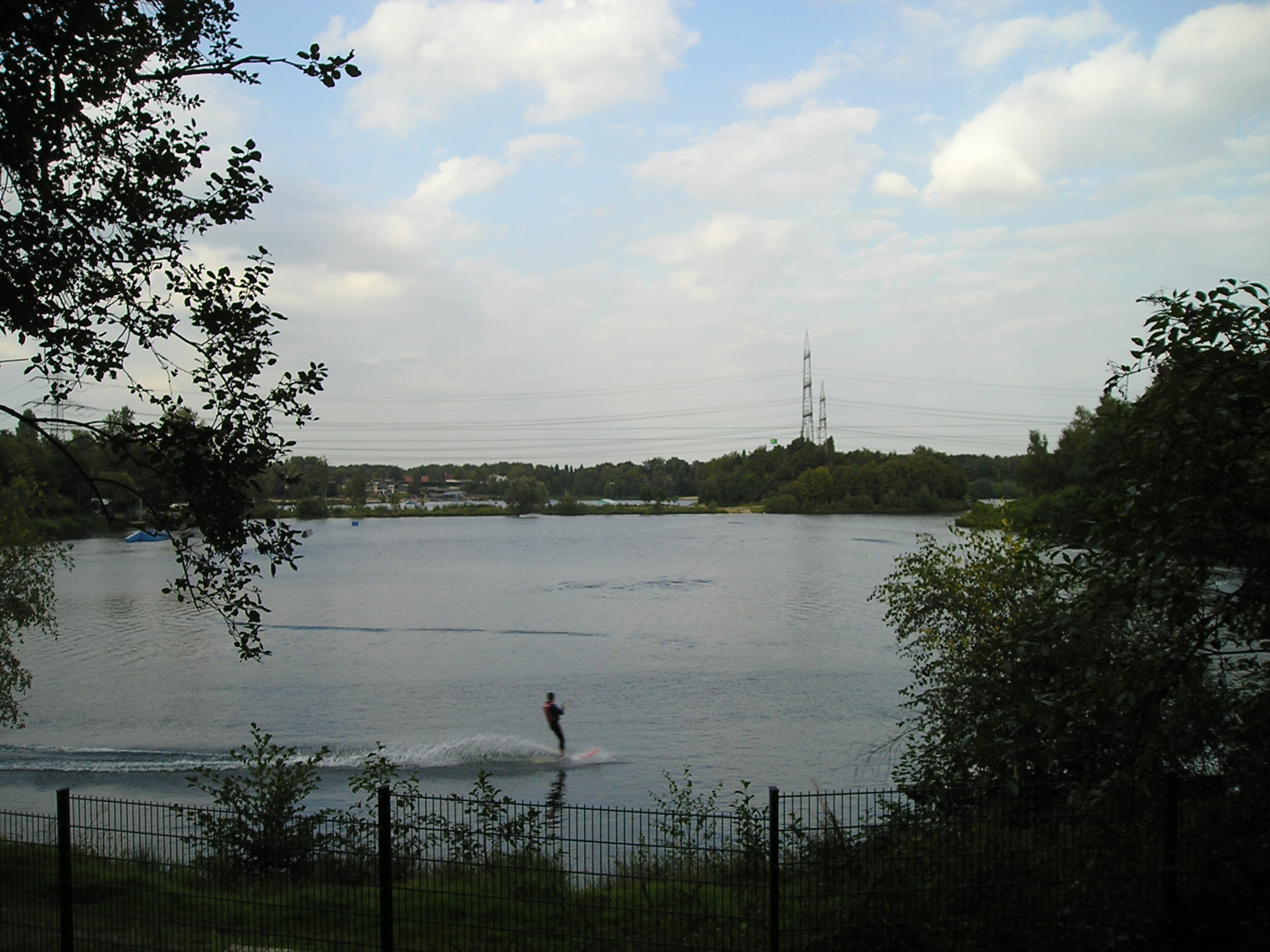
4-Bahnen-Anlage Wasserski, Berghausen

### S-Bahn-Haltepunkt

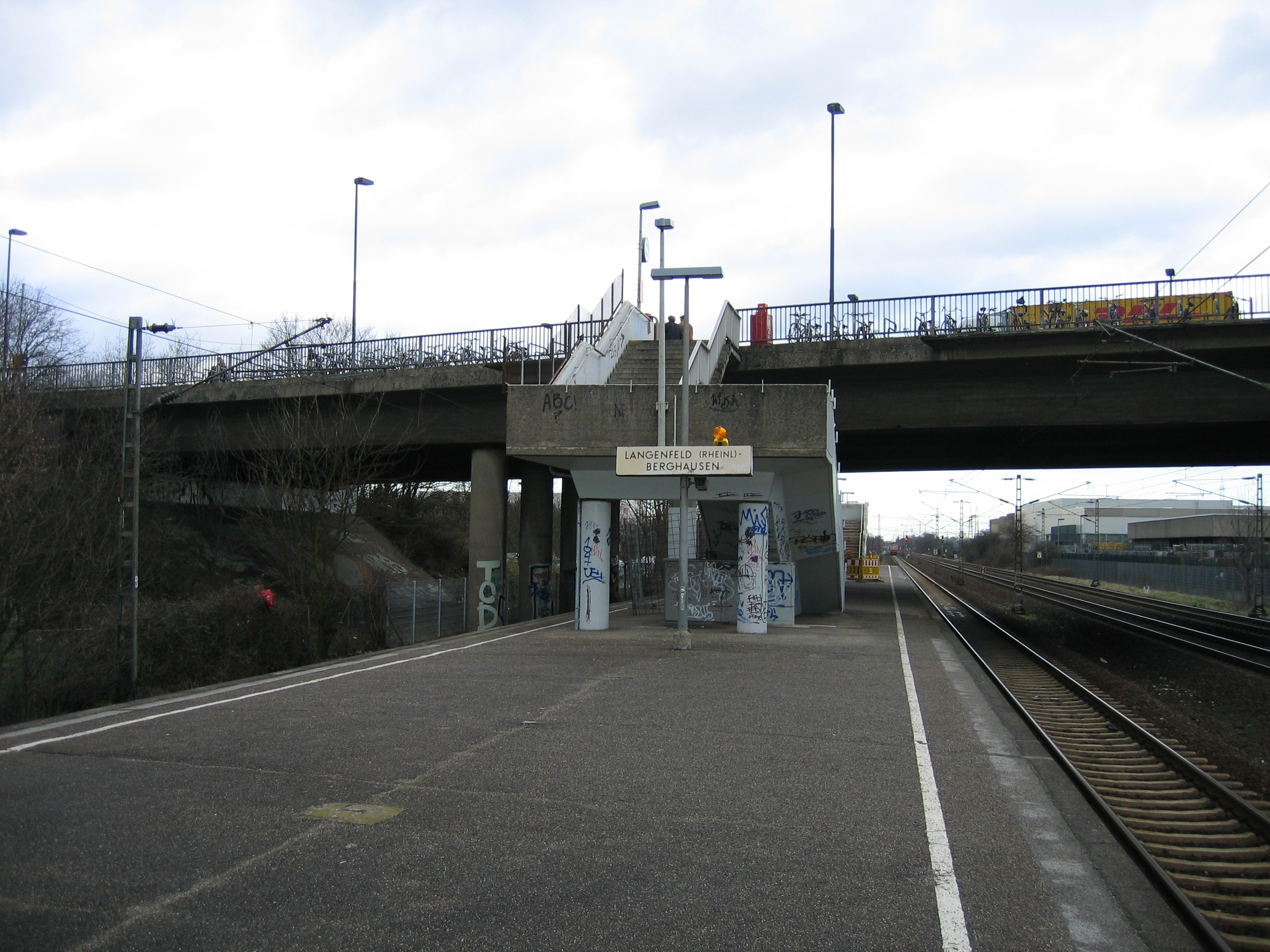
Der S-Bahnhof Langenfeld-Berghausen

Der S-Bahn-Haltepunkt Langenfeld-Berghausen liegt etwa 16 Kilometer südlich des Düsseldorfer Hauptbahnhofs. Er befindet sich an der Bahnstrecke Köln–Duisburg und gehört zur Preisklasse 5.
Der Bahnhof liegt im Osten des Stadtteils Langenfeld-Berghausen. Er befindet sich in Tieflage unterhalb der Berghausener Straße. Er besitzt einen Mittelbahnsteig mit zwei Zugängen zur Berghausener Str. Zurzeit wird der Bahnhof von zwei Linien der S-Bahn und zwei Buslinien angefahren.